# سانتا كروز، ريو دي جانيرو
سانتا كروز (سانت كروس) هي حي واسع ومكتظ بالسكان من الطبقة العالية والمنخفضة والمتوسطة في المنطقة الغربية لبلدية ريو دي جانيرو، في البرازيل. تم قطعه من خلال امتداد سانتا كروز لشبكة السكك الحديدية الحضرية للركاب في منطقة العاصمة ريو دي جانيرو، ويتميز بمناظر طبيعية متنوعة للغاية، مع مناطق تجارية وسكنية وصناعية.